# 喬皮馬基托山
13°50′00″S 70°56′23″W / 13.83333°S 70.93972°W
喬皮馬基托山（Chaupimaquito），是秘魯的山峰，位於該國東南部庫斯科大區，由坎奇斯省的皮圖馬卡區負責管轄，屬於韋爾卡努塔山脈的一部分，海拔高度約5,300米。